# Детская беспризорность на Украине
Детская беспризорность на Украине — явление отстранения детей от семей, которое рассматривается в контексте украинского государства.

## Определение
Под брошенными детьми на Украине понимается круг тех несовершеннолетних лиц, которые лишены заботы взрослых и обучения. Как правило, они проживают в условиях, влияющих на их социальную адаптацию и здоровье. Эта категория людей включает в себя детей, потерявших своих родителей, а также тех детей, чьи родители подвергают их насилию, лишают опеки, вовлекают в криминал или служат им в качестве отрицательного образца поведения. Дать оценку этому явлению трудно, однако известно, что беспризорность детей на Украине связана с высокой степенью алкоголизации украинского социума (см. алкоголизм на Украине) и многие дети оказываются на улице из-за склонности их родителей к пьянству.
Кризис образования на Украине является ещё одной причиной детской бездомности. Дети из проблемных семей часто чувствуют себя изгоями в школьной среде, страдают от унижений, им отказано в удовлетворении базовых потребностей, и, как следствие, они демонстрируют плохую академическую успеваемость. В результате они оказываются выброшенными из системы образования. По итогам 2002 года 9,4 % детей не посещали школу, так как их родители считали, что им это не нужно, а 18,87 % детей посещали школьные занятия очень редко. Среди брошенных детей 28,31 % никогда не чувствовали влияния школы, и в среднем такой ребёнок заканчивал только 4,5 класса начального образования.

## Официальный дискурс проблемы
Обострение детской беспризорности на Украине связано с демонтажем советской системы детских домов, который совпал по времени с получением страной независимости. Украина ратифицировала международную конвенцию ООН о правах ребёнка в 1991 году и предоставила первый отчёт в 1993 году. Однако очевидно, что контроль над воплощением этой конвенции в жизнь остаётся явно недостаточным. В 1996 году в рамках конвенции была запущена общенациональная программа «Дети Украины», но её реализация не осуществилась из-за отсутствия вменяемой стратегии и чётких временных сроков. Весной 2003 года состоялись парламентские слушания, посвящённые детской бездомности, однако эта проблема так и не была решена. В 2010 году украинские власти публично признали необходимость снизить количество беспризорников в стране, но все усилия по их социальному обеспечению осуществляются благодаря только международному финансированию.

## Статистические сведения
На Украине отсутствуют официальные данные о числе детей и подростков, которые живут на улицах. Отсутствует также общенациональный консенсус по поводу этого явления. Однако достоверно известно, что общее количество бездомных малолеток в стране очень велико, а с 1991 по 2006 год их число существенно выросло. По данным профессора женских исследований Род-Айлендского университета Донны Хьюз, количество беспризорников на Украине в 2000 году составляло не менее 100 000 человек. По другим оценкам, их может быть от 30 до 100 тысяч, а по расчётам украинского министерства здравоохранения полное количество уличных детей и подростков в возрастной категории 10—18 лет, нуждающихся в защите, на Украине составляет около 115 тысяч. Примерно четверть украинских беспризорников проживает в Киеве. Также известно, что количество бездомных детей, прошедших через систему государственных временных приютов в 2007 году, составило 11 324 человека.

## Образ жизни
Большинство украинских беспризорников — от 65 до 80 % — принадлежат к мужскому полу. Как правило, они живут в подвалах, на вокзалах, в поездах, у друзей, в покинутых строениях и тому подобных местах. Они становятся уязвимыми для ВИЧ (см. ВИЧ на Украине), туберкулёза (см. туберкулёз на Украине), гепатита, ЗППП и других инфекций. Большинство из них (если не все) являются носителями различных заболеваний, потому что даже недолгая жизнь на улице быстро знакомит детей с культурой потребления наркотиков (см. наркомания на Украине) и другими формами девиантного поведения. Следствием такого образа жизни являются повышенный травматизм, насилие, домогательства, принуждение к сексуальной и трудовой эксплуатации. У таких детей нет доступа к медицинской, образовательной или социальной помощи. Большинство из них являются выходцами из семей алкоголиков или наркоманов, при этом около 70 % имеют живых родителей, 40 % принимают наркотики, около 60 % занимаются воровством, 80 % употребляют алкоголь, более 90 % регулярно занимаются сексом начиная с возраста в шесть лет. Сообщества таких детей имеют структурированную иерархию, подобную иерархии уголовного мира. Их образом жизни является попрошайничество, воровство, алкоголизм, проституция (см. проституция на Украине) и наркомания. Причём употребление некоторых наркотических смесей нередко становится способом обеспечения солидарности детских группировок. Одним из таких наркотиков является «болтушка» (смесь из лекарств от гриппа, уксуса и воды).
Украинские бездомные дети общаются между собой с помощью специфического жаргона, который образован путём грубой модификации произношения или композиции обычных языковых элементов. Этот лексикон и разговорная речь выполняют функции связующего элемента в их социальных группах, который вместе с тем также изолирует эти группы от окружающего общества. По многим признакам можно утверждать, что беспризорные детские группировки являются специфической молодёжной субкультурой: у них существуют свои ритуалы инициации неофитов, правила взаимодействия в группе, законы разрешения противоречий и т. п.
Большая часть из этих детей никогда не имели свидетельств о рождении или потеряли их, что фактически на Украине означает утрату всяческих гражданских прав и невозможность претендовать на привилегии граждан страны. Такое институциональное безразличие показывает, что уличные дети с официальной точки зрения на Украине просто не существуют. Как следствие, многие из брошенных малолеток вызывают огромный интерес у подпольных торговцев людьми (см. торговля людьми на Украине), которые используют их для перепродажи за рубеж, производства порнографии и т. п.